# Jiříkov (Bruntáli járás)
Jiříkov település Csehországban, a Bruntáli járásban. Jiříkov Paseka, Rýmařov, Ryžoviště, Huzová, Dlouhá Loučka és Horní Město településekkel határos. Lakosainak száma 337 fő (2024. január 1.).

## Népesség
A település lakosságának változását az alábbi diagram mutatja:
| Lakosok száma | 1781 | 1697 | 1335 | 640  | 392  | 304  | 266  | 270  | 323  | 337  |
|               | 1869 | 1890 | 1921 | 1950 | 1980 | 2001 | 2017 | 2019 | 2022 | 2024 |